# DBFS

Retall d'una forma d'ona digital. Les línies vermelles indiquen l'escala completa i la forma d'ona es mostra abans i després del retall dur (contorns grisos i negres respectivament).

Els decibels relatius a l'escala completa (amb acrònim anglès dBFS o dB FS) és una unitat de mesura dels nivells d'amplitud en sistemes digitals, com ara la modulació de codi de pols (PCM), que tenen un nivell màxim definit. La unitat és similar a les unitats dBov i decibels relatius a la sobrecàrrega (dBO).
El nivell 0 dBFS s'assigna al màxim nivell digital possible. Per exemple, un senyal que arriba al 50% del nivell màxim té un nivell de -6 dBFS, que és 6 dB per sota de l'escala total. Les convencions difereixen per a les mesures d'arrel quadrada mitjana (RMS), però totes les mesures pics més petites que la màxima són nivells negatius.
Un senyal digital que no conté cap mostra a 0 dBFS encara es pot retallar quan es converteix a forma analògica a causa del procés de reconstrucció del senyal que s'interpola entre mostres. Això es pot evitar mitjançant un disseny acurat de circuits convertidors de digital a analògic. Les mesures dels nivells màxims reals entre mostres s'anoten com a dBTP o dB TP ("decibels true peak").
La unitat dB FS o dBFS es defineix a l'estàndard AES AES17-1998, IEC 61606, i ITU-T Recs. P.381 i P.382, de manera que el valor RMS d'una ona sinusoïdal a escala completa es designa 0 dB FS. Això significa que una ona quadrada a escala real tindria un valor RMS de +3 dB FS. Aquesta convenció s'utilitza a les especificacions de micròfons digitals de Wolfson i Cirrus Logic, etc.